# Рассел Галс
Рассел Алан Галс (англ. Russell Alan Hulse; нар. 28 листопада 1950, Нью-Йорк, США) — американський фізик, лауреат Нобелівської премії з фізики 1993 року «за відкриття нового типу пульсарів, що дало нові можливості у вивченні гравітації», спільно з Джозефом Тейлором. Скорочення періоду обертання у відкритому ними подвійному пульсарі Галса-Тейлора дозволило вперше непрямим методом підтвердити існування гравітаційних хвиль.

## Життєпис
Рассел Алан Галс народився в Нью-Йорку. Навчався у Бронкській природничій старшій школі та коледжі Купер Юніон. Він здобув ступінь доктора філософії з фізики в Массачусетському університеті в Емгерсті у 1975 році.
Працюючи над дисертацією доктора філософії, у 1974 році він був науковим співробітником обсерваторії Аресібо в Пуерто-Ріко. Там він правав з Джозефом Тейлором над масштабним дослідженням пульсарів. Саме ця робота призвела до відкриття першого подвійного пульсара.
У 1974 році Галс і Тейлор відкрили у сузір'ї Орла подвійний пульсар PSR B1913, який тепер також відомий як «пульсар Галса-Тейлора». Він складається з пульсара та невидимої компактної зорі-компаньйона (ймовірно, нейтронної зорі, яка не проявляє себе як пульсар). Пульсар випромінює строго періодичні радіоімпульси, викликані його обертанням, і за систематичним випередженням або запізненням цих імпульсів можна точно відслідковувати його орбітальний рух в подвійній системі. Галс, Тейлор та їхні колеги використали цей перший подвійний пульсар для проведення високоточних тестів загальної теорії відносності. Зокрема, в 1979 році вони оголосили, що з часом період обертання пульсара навколо центра мас подвійної системи скорочується, тобто відстань між компонентами зменшується. Це якісно й кількісно узгоджувалось з передбаченнями загальної теорії відносності, в якій енергія подвійної системи має зменшуватись з часом через випромінювання гравітаційних хвиль. Таким чином, пульсар Галса-Тейлора став першим непрямим підтвердженням існування гравітаційних хвиль. (Перше пряме детектування гравітаційних хвиль відбулось лише в 2015 році на детекторі LIGO.) Іншими перевіреними за допомогою пульсара Галса-Тейлора передбаченнями загальної теорії відносності були поворот періастра та геодезична прецесія.
Здобувши ступінь доктора філософії, Галс працював у постдоком у Національній радіоастрономічній обсерваторії в Грін-Банку. Потім він переїхав до Прінстона, де багато років працював у Прінстонській лабораторії фізики плазми.
Він також займався викладанням. В 2003 році приєднався до Техаського університету в Далласі як професор-візітер з фізики, математики та природничих наук. У 2004 році в Техаському університеті в Далласі він став директором-засновником Науково-технічного освітнього центру (UT Dallas Science and Engineering Education Center, SEEC).

## Нагороди й відзнаки
- Нобелівська премія з фізики, «за відкриття нового типу пульсарів, що дало нові можливості у вивченні гравітації» (1993)[5]
- Обраний членом Американської асоціації сприяння розвитку науки (2003)
- Цитування в American Men and Women of Science[en]